# Pueblo kuliak
El pueblo kuliak, también conocido como ik habita en el noroeste de Uganda. Desde el  siglo VII ocupan la zona de los montes Moroto y Napak hasta la frontera con Sudán. En los siglos XI y XII los kuliak se dividieron en dos grupos. Unos formaron una nueva etnia integrándose a los atekerin y otra se mantuvo aislada y con el nombre de pueblo ik o kuliak. Viven en una región donde se ven obligados a explotar todos los recursos posibles para sobrevivir. Fundamentalmente recurren a la caza, la recolección, la ganadería y la agricultura. Su población se estima en unas 12.000 personas. El 85% de la población está vinculada a alguna confesión cristiana, aunque las prácticas religiosas tradicionales continúan vigentes. Hablan ik, un dialecto de la lengua kuliak o rub.

## Etónimo

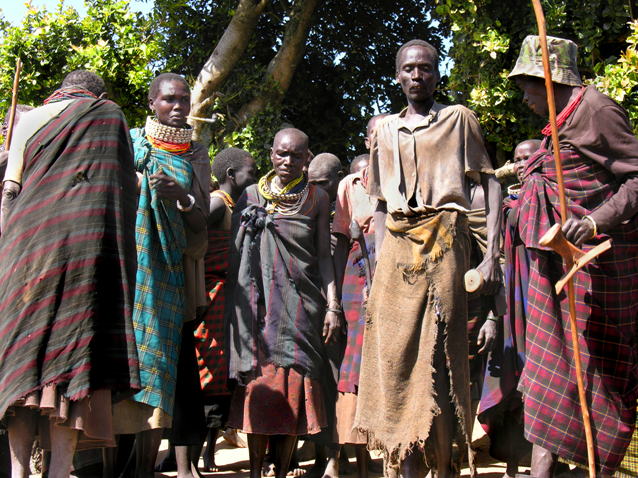
Pueblo kuliak 2005

Los miembros de la comunidad kuliak se llaman a sí mismos los Ik, que puede traducirse al español  simplemente como  “El pueblo”. Las tribus teso-turkana (nilóticas orientales) vecinas de los ik tienen dos nombres para identificarlos y ambos significan "pobre, sin ganado". Estos son Ŋíkúlyâk (singular: Ékulyakít) y Ŋíteusó (singular: Éteusóít). Ambos términos también se aplican a los miembros de las etnias turkana o karimoyón que  las consideran también como "pobres". Debido a sus matices despectivos, algunos estudiosos han sugerido reemplazar Kuliak por Rub (una palabra de Proto-Kuliak para "gente" o “pueblo.

## Idioma
Las lenguas kuliak o rub forman un pequeño número de tres lenguas emparentadas entre sí (ik, soo, nyang'i), y habladas en las montañas del noroeste de Uganda, en particular en las faldas de varios volcanes de la región.

## Territorio

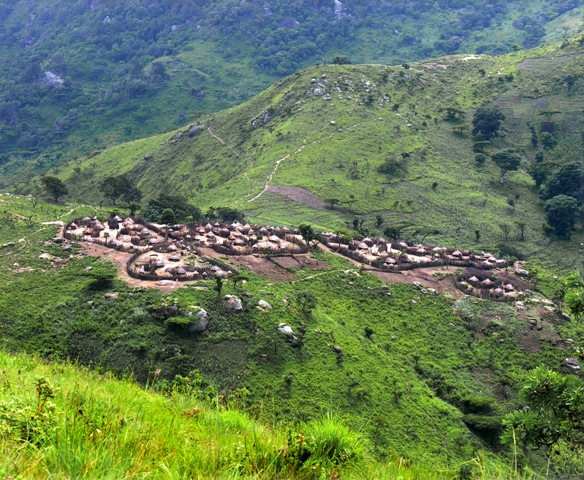
Poblado kuliak en las montañas de Uganda (2005).

El pueblo kuliak habita en el distrito de Kaabong (anteriormente parte del distrito de Kotido), condado de Dodoth, subcondado de Kamion, en el extremo noreste de la región de Karamoja en Uganda. Su territorio se extiende desde el monte Lopokók y el bosque de Tímu en el sur hasta el parque nacional Morúŋole y Kidepo en el norte, ocupando una franja de terreno estrecha de 50 km de largo por 1 km de ancho a lo largo de la frontera entre Uganda y Kenia. Existe una comunidad de unos cientos de ik en New Site, Sudán, mientras que alrededor de centenar por el noroeste de Kenia en diversos centros urbanos. Finalmente una pequeña comunidad de Ik de una familia vive en Masindi, en el oeste de Uganda. Aunque a principios del siglo XXI los ik habitan principalmente en la nación de Uganda, se estima que en el pasado deambulaban libremente entre Uganda, Kenia, Etiopía y Sudán.

## Historia
De momento no existe una reconstrucción completa del pasado del pueblo kuliak. Se estima por estudios lingüísticos e interpretaciones de la tradición oral, que originariamente eran nómadas que migraron desde el suroeste de Etiopía, deambularon por los desiertos y colinas desoladas entre las tierras fronterizas de Sudán, Etiopía, Kenia y Uganda.
Se cree que la migración inicial desde Etiopía fue motivada por la falta de alimentos. Después de encontrar miel y frutas silvestres en la montaña Soŋot en Kenia, los kuliak enviaron a hombres jóvenes más al sur en busca de mejores tierras. Finalmente, decidieron seguir al sur y se establecieron en Tulútúl, en el límite del bosque de Tímu. Después de algunos años, una enfermedad de la piel (koɗó) devastó a la comunidad, por lo que se separaron y se establecieron en otras áreas. El asedio y las redadas de los traficantes de esclavos hicieron que se dividieran nuevamente y migraran una vez más. Este patrón de migración para escapar del hambre, la sed, la enfermedad y la inseguridad ha caracterizado toda historia de kuliak hasta el presente.
Sobre el siglo VII ocuparon las tierras del noreste de Uganda, desde los montes Moroto y Napak al sur, hasta la actual frontera de Sudán. Hacia el año 1100, la unidad de los kuliak occidentales había desaparecido ante la penetración de los atekerín, pueblo de lengua sudanesa oriental. La integración de los llamados kuliak occidentales con los atekerin se consolida entre los siglos XI y XII dando paso a nuevas etnias que nacerán de esa unión. Al mismo tiempo, un número significativo de kuliak se mantuvo aislados hasta la actualidad.
A fines del siglo XIX, otros pueblos comenzaron a llegar al norte de Karamoja y fueron integrándose con las comunidades de la región, entre ellos los kuliak. En la década de 1950, los sacerdotes católicos evangelizaron a los kuliak. En la década de 1960, el gobierno colonial británico de Uganda convirtió el valle de Kidepo, uno de los principales terrenos de caza de los kuliak, en un parque de caza turístico. La expulsión de los kuliak del parque pronto fue seguida por la hambruna y la agitación social narrada en el libro The Mountain People (Turnbull 1972). En 1980, una epidemia de cólera afectó gravemente al pueblo kuliak y mató a cientos. Esto provocó una dispersión generalizada de personas, que separó incluso a las familias.

## Vivienda

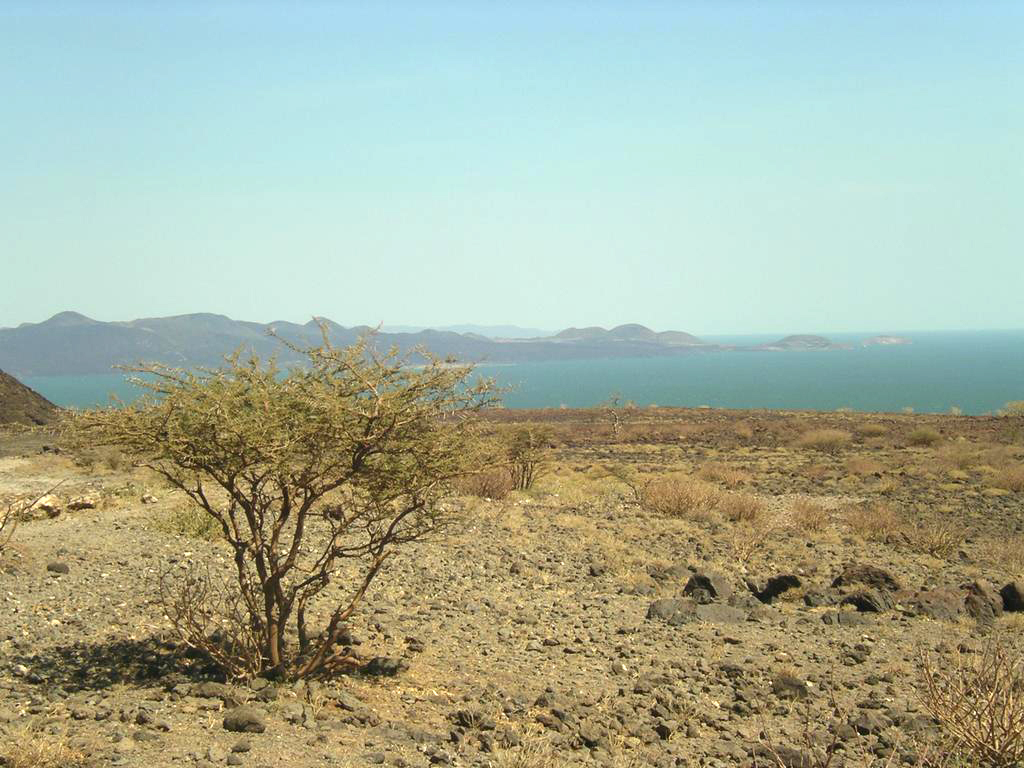
Paisaje de Turkana

Cuando no viven en centros urbanos como Kaabong (Uganda) o Kakuma (Kenia), los kuliak habitan en awikᵃ, 'manyattas' o 'aldeas' - granjas rodeadas por una cerca alta hecha de palos, postes y espinas (maríŋ). Estas granjas pueden ser pequeñas y albergar a una sola familia, o grandes, albergar de diez a veinte familias emparentadas o no emparentadas.

## Cultura
Los kuliak se dividen en doce clanes patriliniales exogámicos. El orden refleja el tamaño relativo de los clanes. Los hombres se dividen en grupos de edad. El evento social y religioso más importante del ciclo anual es "itówé-és" (la ceremonia de "bendición de las semillas") que dura tres días a finales de diciembre / principios de enero y marca el inicio del año agrícola. La segunda ceremonia Ik más importante se llama "dzíber-ika mes" (la cerveza de las hachas). Como "itówé-és", "dzíber-ika mes" también se relaciona con la agricultura (noviembre o diciembre), para bendecir las herramientas agrícolas con cerveza. De casi igual importancia es el "múnúm-és" (apertura de la vendimia), que se celebra alrededor de agosto.

## Economía
La captura (tɔlɔkᵃ) se realiza durante todo el año, mientras que la caza (ƙaƙᵃ) ocurre solo durante la estación seca, tan pronto como los valles han sido quemados. Además de la captura y la caza, los kukiak recolectan miel silvestre y hormigas blancas (dán), después de las primeras lluvias. Cuando los suministros de alimentos se agotan, recurren a los arbustos para recolectar frutas y verduras silvestres (waicíkᵃ). Sin embargo, esta estrategia de supervivencia se ha visto limitada por la inseguridad regional. La zona de los arbustos no solo proporciona carne, cuero, miel y verduras, sino que también proporciona pasto (kuᵃ), palos (kɛɗɪtɪ́n), postes (titíríkᵃ) y fibras de corteza (simitín) para construir o renovar casas, cercas y graneros.

## Religión
En la década de 1950, los misioneros católicos se acercaban a los ik e iniciaron campañas evangelizadoras que incluían los rituales de bautismo. Pero la mayoría del pueblo pertenecena la Iglesia anglicana, vestigios de la colonización inglesa.